# Diarraguerela
Diarraguerela est une sous-préfecture de Guinée, située à 15 kilomètres de la  préfecture de Beyla dans la région de Nzérékoré, en Guinée forestière.  

## Population
En 2016, le nombre d'habitants est estimé à 12 128, à partir d'une extrapolation officielle du recensement de 2014 qui en avait dénombré 11 340.
La population est essentiellement constituée de Koniankés (99%) et de Peuls du Wassoulou (0,2%).[réf. nécessaire]

## Activités principales
Les habitants de cette sous-préfecture sont essentiellement des cultivateurs, des commerçants....
Mais on y pratique aussi l'artisanat. 

## Personnalités nées à Diarraguéréla
La principale personne notable de cette sous-préfecture est sans doute le général Ansoumane Bafoé Camara, directeur Général de la Police Nationale depuis 2018.